# Aristobul II.
Aristobul II. (hebrejsko אריסטובולוס השני [Aristobul II]) je bil judovski vrhovni svečenik in leta 66-63 pr. n. št. kralj judejskega Hasmonejskega kraljestva, * okrog 100 pr. n. št., † 49 pr. n. št., Rim, Rimski imperij.

## Družina
Aristobol je bil mlajši sin judejskega kralja in vrhovnega  svečenika Aleksandra Janeja in kraljice Salome Aleksandre. Po Aleksandrovi smrti leta 76 pr. n. št. je judejski prestol nasledila njegova vdova Saloma  in za vrhovnega svečenika imenovala svojega starejšega sina Hirkana II.. Ko je Saloma leta 67 pr. n. št. umrla, je Hirkan nasledil tudi judejski prestol.
Aristobul je na vero in politiko gledal enako kot njegov oče in je že med materinim vladanjem razmišljal o prestolu. Snubil je plemiče in vojaške stranke, postal pokrovitelj saducejev in posredoval kraljici njihove zahteve. Številne utrdbe, ki jih je kraljica dala na razpolago saducejem za dozdevno obrambo pred farizeji, so bile v resnici del Aristobulovih priprav za uzurpacijo oblasti. Kraljica je poskušala usmeriti njegovo vojaško vnemo iz Judeje in ga je leta 70-69 pr. n. št. poslala v vono proti Ptolemaju Meneju, ko je podvig spodletel pa je Aristobul nadaljeval svoje politične spletke. Na skrivaj je zapustil Jeruzalem in se zatekel k svojim prijateljem, ki so obvladovali veliko utrjenih mest, z namero, da z njihovo pomočjo sproži vojno proti materi. V tem kritičnem trenutku je Saloma umrla in Aristobul je takoj obrnil orožje proti svojemu bratu Hirkanu, zakonitemu nasledniku judejskega prestola.

## Upor
Hirkam je imela enake verske nazore kot njegova mati in je bil bolj naklonjen farizejem. Po Aristobulovem uporu se je na čelu najemnikov in svojih pristašev odpravil na pohod proti bratu in se z njim spopadel pri Jerihu. Med bitko je mnogo Hirkanovih vojakov prestopilo na Aristobulovo stran in pripomoglo k njegovi zmagi. 
Hirkan se je zatekel v jeruzalemsko citadelo, po Aristobulovi osvojitvi jeruzalemskega templja pa se je vdal. Brata sta sklenila mir, s katerim se je Hirkan odpovedal prestolu in položaju vrhovnega svečenika, vendar je obdržal njegove dohodke. 
Njun dogovor ni trajal dolgo, ker je Antipater prepričal Hirkana, da ga namerava Aristobul ubiti. Hirkan je pobegnil k nabatejskemu kralju Areti III.. Nabatejci so nato z vojsko 50.000 mož napadli in nekaj mesecev oblegali Jeruzalem. 

## Rimska intervencija
Med državljansko vojno je rimski general Gnej Pompej Veliki porazil Pontsko kraljestvo in Selevkide in poslal svojega delegata Marka Emilija Skavra da prevzame oblast v Siriji. 
Ker so bili Hasmonejci rimski zavezniki, sta se oba brata pritožila Skavru in ga poskušala z darili in obljubami dobiti na svojo stran. Skavr se je po prejemu 400 talentov (2,4 milijona drahem)  odločil za Aristobula in ukazal generalu Aretu, naj umakne svojo vojsko. Med njegovim umikom je Aristubul porazil Nabatejce. 
Ko je leta 63 pr. n. št. v Sirijo prišel Pompej, je nameraval odstaviti Hasmonejsko dinastijo. Oba brata sta k njemu poslala svoji delegaciji, ki sta ga prepričali, da je svojo dokončno odločitev za nekaj časa odložil. Nazadnje se je odločil, da na prestolu obdrži Hirkana II., za katerega je menil, da bo kot starejši in šibkejši brat bolj zanesljiv zaveznik Rimskega imperija. 
Leta 63 pr. n. št. je poveljstvo rimske konjenice v Siriji prevzel Mark Antonij. Z majhno vojsko je osvojil Aristobulove utrdbe in premagal njegovo vojsko. Aristobula in njegova sinova Aleksandra in Antigona so Rimljani ujeli in jih odpeljali v Rim, od koder je Aristobulu II. leta 57 pr. n. št. uspelo pobegniti.
Aristobul Pompeju ni zaupal. Zabarikadiral se je v trdnjavo Aleksandrijon,  ko so Rimljani začeli zbirati vojsko pa se je vdal in jim prepustil Jeruzalem. Ker mnogo njegovih pristašev ni hotelo odpreti mestnih vrat, so Rimljani začeli oblegati mesto in ga nazadnje osvojili na silo. Mesto so opustošili in porušili tempelj. Hirkanu so vrnili položaj velikega svečenika, vendar so mu hkrati odvzeli vso politično oblast. 
Aristobul in sin Aleksander sta se leta 49 pr. n. št. odpravila v Judejo. Aristobula so na potovanju Pompejevi pristaši zastrupili, sina Aleksandra pa je dal rimski poveljnik Scipion v Antiohiji obglaviti.
Aristobulov sin Antigon se je s pomočjo Partov uprl Rimljanom in leta 40 pr. n. št. postal kralj in vrhovni svečenik. Leta 37 pr. n. št. so ga Rimljani porazili in ubili. 